# 洪蘭友

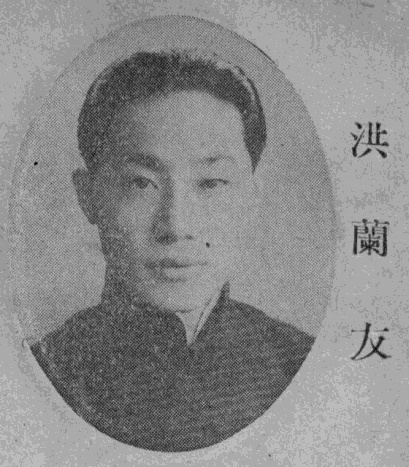
《民国名人图鉴》中的肖像

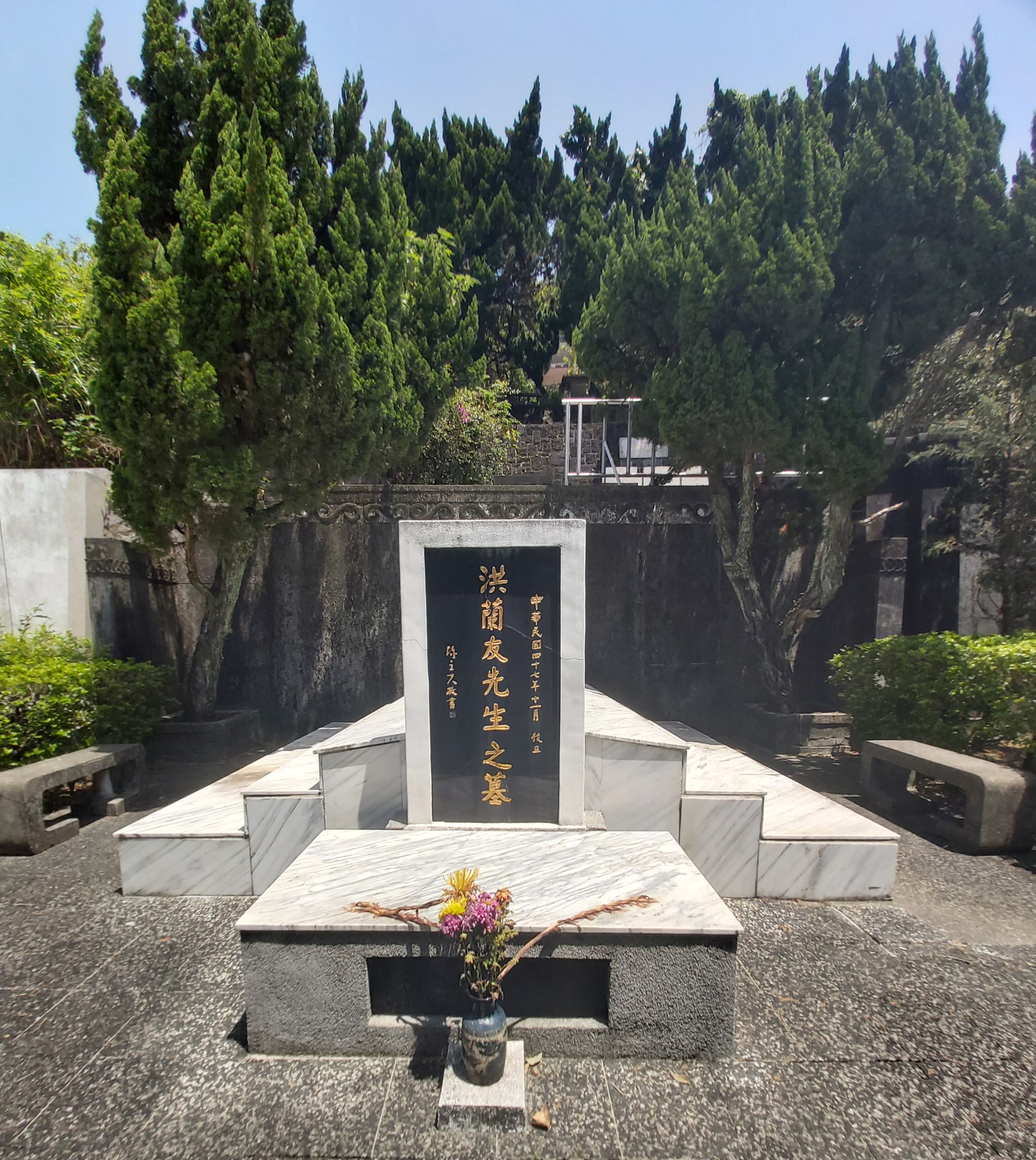
洪蘭友墓

洪蘭友（1900年—1958年9月28日），江苏江都人。中华民国政治人物。

## 生平
洪蘭友毕业于上海震旦大学法科研究院。他长期负责中国国民党党务工作，是CC系重要人物。他历任中国国民党中央组织部主任秘书、中国国民党中央执行委员、中国国民党重庆市党部主任委员、中国国民党中央社会部副部长、中国国民党中央执行委员会副秘书长、中国国民党中央政治委员会副秘书长、代理秘书长、中国国民党中央党史史料编纂委员会副主任委员、中国国民党中央纪律委员会副主任委员、司法院法官训练所所长，中华民国社会部政务次长、中华民国内政部部长等职务。1948年，他任第一届国民大会秘书长。1949年他到台湾，并续任第一届国民大会秘书长。1958年9月28日他在台北市病逝，享年59岁，安葬於陽明山第一公墓。

## 著作
- 法学通论